# Vals en la bemol mayor, op. 42

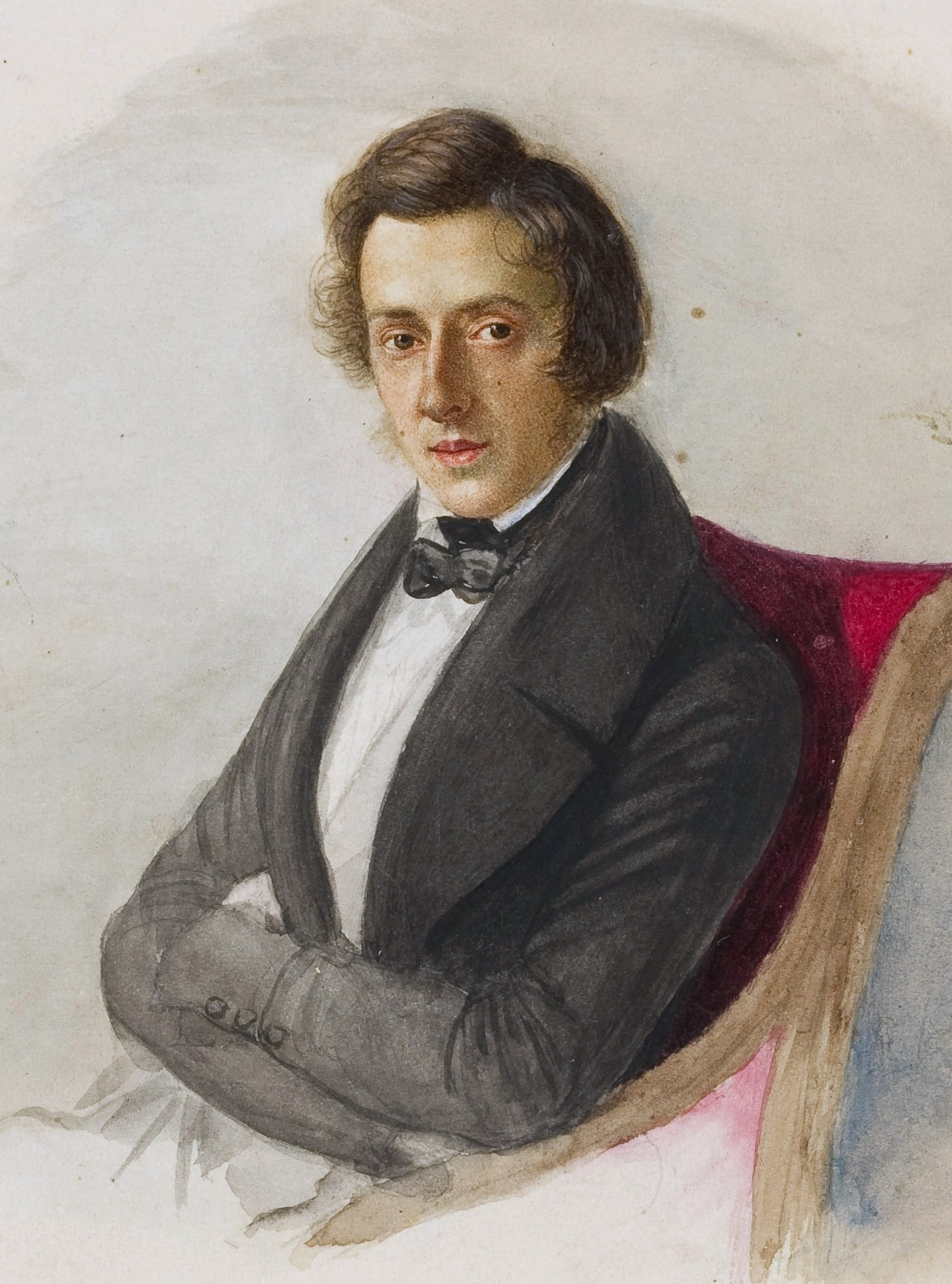
Chopin, 1835

El Vals en la bemol mayor, op. 42, es un animado vals compuesto por Frédéric Chopin en 1840.

## Contexto
Aunque ninguna de las obras de Chopin estaba destinada a ser bailada, este vals parece ser apropiado para su uso en el salón de baile. A menudo se considera uno de los mejores valses de Chopin.

## Análisis

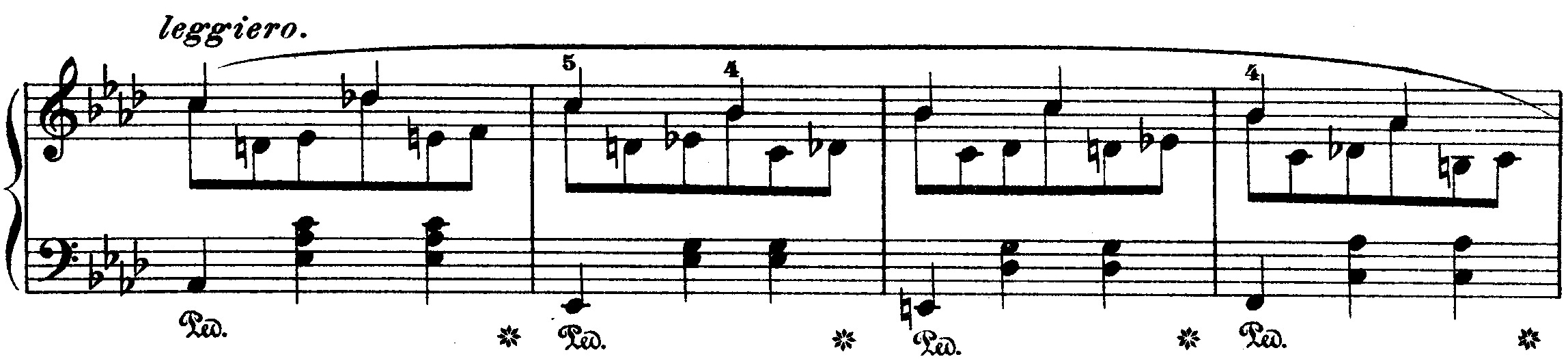
Primer tema (Schirmer 1894, ed. Karol Mikuli)

La pieza comienza con un trino introductorio de ocho compases en el tono dominante, llamando a que comience el baile. La melodía de apertura de la obra es ligera (leggiero) y en compás doble, se acompaña con un bajo de 3/4 de mano izquierda. La melodía está a dos voces y tiene ritmos cruzados. Este vals contiene muchos pasajes virtuosos y una coda fascinante, lo que lo convierte en uno de los favoritos del público. A menudo se considera uno de los valses más importantes de Chopin y también es uno de los más difíciles de tocar.

## Apreciación
El presidente de los Estados Unidos, Harry S. Truman, un pianista aficionado, dijo a sus amigos que el vals en la bemol mayor de Chopin era una de sus composiciones favoritas.